# Bergerie
Een bergerie is van oorsprong een schaapskooi op het Franse platteland.
Naarmate de schaapherders rijker werden, bouwden zij naast de langgerekte stal op den duur een woonhuis met op de begane grond een woonkamer met grote open haard en een keuken. Op de eerste verdieping was de Chambre de Maître, de ouderslaapkamer met daarnaast een badkamer met een bedstee voor de kinderen. Zo'n "herenboerderij" was al luxe.
De bergeries uit die tijd zijn opgebouwd uit natuursteen, pierres en taille, en tegenwoordig erg geliefd, dus kostbaar.
De tegenhanger van een bergerie in Frankrijk is een mas, een veel markanter gebouw, hoger – meestal met twee bovenetages – en meer gericht op de landbouw.